# IC 2045
IC 2045 је елиптична галаксија у сазвјежђу Еридан која се налази на листи објеката дубоког неба у Индекс каталогу.
Деклинација објекта је - 13° 10' 30" а ректасцензија 4h 14m 36,0s. Привидна величина (магнитуда) објекта IC 2045 износи 13,8 а фотографска магнитуда 14,8. IC 2045 је још познат и под ознакама MCG -2-11-27, NPM1G -13.0170, PGC 14722.